# Rupert II. zu Castell
Rupert II. Graf und Herr zu Castell († um 1234) war von 1223 bis zu seinem Tod zweiter Herrscher der Grafschaft Castell.

## Die Grafschaft vor Rupert II.
Erstmals überliefert ist der Name „Castell“ im Jahr 816, als eine Stiftungsurkunde des Grafen Megingaud aus der Familie der Mattonen für ein Kloster die Burg am Hang des Steigerwaldes erwähnt. Für etwa dreihundert Jahre läuft die Geschichte der Burg und ihrer Besitzer ohne die Kenntnis der Quellen ab. Unklar ist, wer in der darauffolgenden Zeit hier saß. Erst am Ende des 11. Jahrhunderts wird wiederum ein Edelfreier auf der Burg erwähnt.
Unter dem ersten Grafen aus dem Geschlecht Castell, Rupert I. wird 1205 als „comes“ (lat. Graf) bezeichnet, festigte sich das Herrschaftsgebiet. Wichtigstes Element der damaligen Grafschaft war die Vogtei über das Kloster Münsterschwarzach, die den Castellern vom Würzburger Bischof zu Lehen gegeben wurde. Ebenso besaßen die Grafen mehrere Güter und Dorfherrschaften, die sich vom Main bis zum Steigerwald erstreckten.

## Leben
Über die Jugend und Ausbildung des Grafen Rupert II. ist in den Quellen nichts vermerkt. Er wurde wohl als zweitältester Sohn des ersten Grafen Rupert geboren, die Mutter des Grafen ist unbekannt. Ein Bruder des Grafen, Markward (genannt 1224–1254), wurde Dompropst in Würzburg, später Stiftspropst in Ansbach. Ludwig, ein weiterer Bruder, nahm an den Kreuzzügen ins Heilige Land teil. Die Erstnennung des Grafen Rupert erfolgte im Jahr 1223.
Nachdem der Vater, Rupert I., gestorben war, musste sich sein Nachfolger um die Neuverleihung der Vogteien durch die Bischöfe von Würzburg und Bamberg kümmern, denn die Lehen waren nicht erblich. In den Jahren 1224/1225 scheiterte er hierbei, als die Landeshoheit über Vogteien des Klosters Ebrach nicht erneut erteilt wurde. Im Jahr 1228 starb dann der Bruder Ludwig auf den Kreuzzügen, auch sein Eigenbesitz wurde nun von Rupert beansprucht.
Insbesondere im Raum um Schwarzach war der Bruder begütert gewesen. Da die Würzburger Bischöfe die Lehenserteilung verweigerten, ging Rupert mit Gewalt gegen seine Lehnsherren vor, scheiterte jedoch. Der Friedensvertrag vom 18. Januar 1230 dezimierte dann das Herrschaftsgebiet der Grafen deutlich. Die wichtige Vogtei von Münsterschwarzach ging verloren, ebenso die über Stadtschwarzach, Gerlachshausen, Mainbernheim und Pleichfeld.
Die frühere Eigenburg Hallburg kam wieder an die Grafen, wurde allerdings nur noch als Lehen von den Würzburger Bischöfen an die Familie vergeben. Die restliche Grafschaft setzte sich aus Vogteien im Raum um Volkach, Wiesentheid und Prichsenstadt zusammen, zusätzlich bestand weiterhin die Zehnt in Wiesenbronn. Bald nach der Niederlage starb der Graf um das Jahr 1234.

## Nachkommen
Lediglich der Name der Ehefrau, die Rupert II. heiratete ist in den Quellen überliefert. Sie hieß Hedwig. Ebenso werden die meisten Kinder des Paares nicht erwähnt. Lediglich der Nachfolger Graf Friedrich findet ausführlicher Erwähnung in den Quellen.
- Friedrich († um 1251)
- Heinrich († um 1254)
- Albrecht († vor 7. Juni 1258)[4]